# منزل سنجراني
منزل سنجراني (بالفارسية: خانه سنجرانی) هو منزل تاريخي يعود إلى عصر القاجاريون، ويقع في مقاطعة خوسف.